# Cakranegara Selatan Baru
Cakranegara Selatan Baru is een bestuurslaag in het regentschap Mataram van de provincie West-Nusa Tenggara, Indonesië. Cakranegara Selatan Baru telt 7641 inwoners (volkstelling 2010).